# Bupleurum subspinosum
Bupleurum subspinosum är en flockblommig växtart som beskrevs av René Charles Maire och Marc Weiller. Bupleurum subspinosum ingår i släktet harörter, och familjen flockblommiga växter. Inga underarter finns listade i Catalogue of Life.